# 中村隆治
中村 隆治（なかむら りゅうじ、1882年〈明治15年〉5月7日 - 1943年〈昭和18年〉4月9日）は、日本の精神医学者、精神科医。医学博士。新潟医学専門学校精神病学教室初代教授。新潟医科大学名誉教授。位階は正三位。

## 略歴
新潟県北蒲原郡水原町上町（現 阿賀野市中央町）の老舗・中村新吉菓子店の次男として出生。
1901年（明治34年）3月に新潟中学校を卒業、1904年（明治37年）7月に第一高等学校を卒業、1907年（明治40年）10月に東京帝国大学文科大学哲学科（心理学専修）を卒業。
妹の病気を治療するために東京帝国大学医科大学医学科に入学、1911年（明治44年）12月に同大学を卒業、妹の病気を治療した。
1912年（明治45年）1月に東京帝国大学医科大学精神病学教室精神病学講座（担任：呉秀三教授）副手に就任、1913年（大正2年）1月から東京府巣鴨病院医員を兼任。
1914年（大正3年）4月に新潟医学専門学校精神病学教室講師に就任、新潟医学専門学校附属医院精神科医長に就任。
1916年（大正5年）2月に新潟医学専門学校精神病学教室初代教授に就任、1921年（大正10年）2月からスイス、ドイツ、フランス、アメリカに留学、1923年（大正12年）6月に帰国。
1923年（大正12年）6月に新潟医科大学精神病学教室教授に就任、1930年（昭和5年）9月からオランダ領東インド諸島、ブラジル、アルゼンチン、ヨーロッパに出張、同年12月に帰国。
1933年（昭和8年）12月に林道倫、斎藤玉男、植松七九郎、内村祐之たちとともに、日本の精神病学を世界に伝えるために欧文精神医学神経学雑誌『Folia Psychiatrica et Neurologica Japonica』を創刊。
1934年（昭和9年）5月1日から1939年（昭和14年）4月30日までの満5年間、『新潟新聞』、『新潟毎日新聞』、『東京朝日新聞』、『東京日日新聞』の自殺の記事を分析。
1935年（昭和10年）4月に新潟で第34回日本神経学会総会を主催、総会で日本神経学会が日本精神神経学会に改称された。
1936年（昭和11年）7月に新潟医科大学附属医院第5代医院長に就任、1940年（昭和15年）10月に医院長を退任、新潟医科大学精神病学教室教授と同大学臨時附属医学専門部講師を兼任。
1942年（昭和17年）9月に新潟医科大学を依願退官、1943年（昭和18年）1月に勅令第143号官立医科大学官制第21条により勅旨をもって新潟医科大学名誉教授の称号を授けられた。
1943年（昭和18年）4月9日午後4時に脳溢血と気管支肺炎のため死去、60歳没。葬儀は新潟市西堀通6番町（現 新潟市中央区西堀通6番町）の本覚寺で執り行われた。

## 研究
脳病理組織学、脳脊髄液の膠質反応、進行麻痺、てんかん性精神病などの研究や、犯罪者と自殺者の精神医学的研究で業績を上げた。

## 人物
- 名誉欲がないために学位を請求することがなく、晩年、1943年（昭和18年）2月に新潟医科大学から医学博士号を贈られても使用することはなかった[3]。

- 謙虚で穏やかな人柄で真心を持って人に接し[2][3][7][12][注 5]、人情に厚く思いやりがあって陰から人を援助していた。私的に精神障害児や知的障害児の保護事業や患者の保護事業のための募金活動などを推進していた[7][9][12][16]。

## 栄典・表彰
- 1938年（昭和13年）7月06日 - 勲二等瑞宝章[17]
- 1940年（昭和15年）8月15日 - 紀元二千六百年祝典記念章[18]
- 1942年（昭和17年）9月14日 - 正三位[19]

## 門下生
- 式場隆三郎 - 元新潟医科大学精神病学教室助手、市川市名誉市民。
- 上村忠雄 - 新潟医科大学精神病学教室第2代教授、新潟大学名誉教授。

## 友人
- 会津八一 - 歌人、美術史家、書家。中村隆治が退官したときの写真の裏面には、「友人　中村隆治君　秋艸道人」という会津八一の自筆の書が書かれている[10]。
- 斎藤茂吉 - 歌人、精神医学者、精神科医。斎藤茂吉から会津八一への手紙には、「越後の中村隆治敎授よりも書面あり、同門の友情溢るゝが如くうれしくよみ候事に御座候」と書かれている[20]。

## 家族・親戚
- 中村年夫 - 次男、元第四リース社長、元第四銀行常任監査役・常務取締役・営業部長・融資部長・審査部長・東京支店長・札幌支店長。
- 中村亦夫 - 三男、工業化学者、高分子化学者、元東京理科大学理工学部教授、元東京大学生産技術研究所教授、東京大学名誉教授。
- 小沢七三郎 - 義兄、妻の長兄、小澤家2代目当主、豪商、回船問屋、元新潟銀行監査役、元新潟興業貯蓄銀行取締役。
- 小沢国治 - 義甥、姪の夫、小沢七三郎の婿養子（長女の夫）、小澤家3代目当主、弁護士、衆議院議員。田代正治の次兄。
- 小沢辰男 - 義従甥、従姪の夫、小沢国治の婿養子（長女の夫）、小澤家4代目当主、厚生官僚、衆議院議員、第56代厚生大臣、第6代環境庁長官、第36代建設大臣。
- 斎藤喜十郎 - 伯父の義兄、小沢七三郎の妻の長兄、斎藤家4代目当主、衆議院議員、貴族院議員。
- 伊藤文吉 - 伯父の義兄の義弟、斎藤喜十郎の妻の長弟、伊藤家6代目当主、豪農、大地主。
- 宮崎吉夫 - 伊藤文吉の五男、東京医科歯科大学歯学部病理学教室初代教授、東京大学伝染病研究所病理学研究部長。

## 著作物

### 著書
- 「精神病理學」『岩波講座 敎育科學 第十三册』岩波書店[編]、岩波書店、1932年。

### 主な論文
- 「日本人ノ後頭葉ニ就テ」『神經學雜誌』第13巻第1号、18-23頁、林道倫[共著]、日本神経学会、1914年。
- 「日本人ノ後頭葉ニ就テ（承前）」『神經學雜誌』第13巻第2号、83-90頁、林道倫[共著]、日本神経学会、1914年。
- 「麻痹性癡呆ノ「サルヴアルサン」療法ニ就テ」『北越醫學會雜誌』第31年第4号、347-354頁、北越医学会[編]、北越医学会、1916年。
- 「麻痹性癡呆ノ「サルヴアルサン」血淸療法（豫報）」『北越醫學會雜誌』第31年第6号、487-501頁、島村司[共著]、北越医学会[編]、北越医学会、1916年。
- 「癲癇性精神病」『北越醫學會雜誌』第32年第3号、256-260頁、北越医学会[編]、北越医学会、1917年。
- 「麻痹性癡呆ニ對スル腦脊髓液ノ診斷的價値（十六表）」『北越醫學會雜誌』第33年第6号、529-546頁、島村司[共著]、北越医学会[編]、北越医学会、1918年。
- 「放火犯被吿人○山○吉精神狀態鑑定書」『北越醫學會雜誌』第34年第2号、153-171頁、北越医学会[編]、北越医学会、1919年。
- 「早發性癡呆（單一性抑鬱性癡呆ノ衝動行爲）」『北越醫學會雜誌』第35年第4号、273-280頁、北越医学会[編]、北越医学会、1920年。
- 「自殺に就て」『新潟醫學專門學校 通俗學術講演集』93-101頁、新潟医科大学附属医学専門部 攻瑶会[編]、新潟医科大学附属医学専門部 攻瑶会、1922年。
- 「犯罪者ノ精神硏究 第一回報吿 智能ニ關スル硏究」『北越醫學會雜誌』第43年第6号、1089-1110頁、式場隆三郎[共著]、北越医学会[編]、北越医学会、1928年。
- 「犯罪者ノ精神硏究 第二回報吿 性能ニ關スル硏究」『北越醫學會雜誌』第44年第1号、59-80頁、式場隆三郎[共著]、北越医学会[編]、北越医学会、1929年。
- 「犯罪者ノ精神硏究 （第三回報吿 聯想、注意力、道德的判斷、構成能力、視觸覺辨別力ニ關スル硏究）」『北越醫學會雜誌』第44年第2号、312-432頁、式場隆三郎[共著]、北越医学会[編]、北越医学会、1929年。
  - 「犯罪者ノ精神硏究 第一回報吿 智能ニ關スル硏究」『新潟醫科大學研究報告』第1巻第2号、130-151頁、式場隆三郎[共著]、新潟医科大学[編]、新潟医科大学、1928年。
  - 「犯罪者ノ精神硏究 第二回報吿 性能ニ關スル硏究」『新潟醫科大學研究報告』第2巻第1号、59-80頁、式場隆三郎[共著]、新潟医科大学[編]、新潟医科大学、1929年。
  - 「犯罪者ノ精神硏究 （第三回報吿 聯想、注意力、道德的判斷、構成能力、視觸覺辨別力ニ關スル硏究）」『新潟醫科大學研究報告』第2巻第1号、284-404頁、式場隆三郎[共著]、新潟医科大学[編]、新潟医科大学、1929年。
- 「犯罪者及常人の道德判斷に就て」『心理學論文集 II: 第二回大會報吿』296-300頁、式場隆三郎[共著]、日本心理学会[編]、岩波書店、1929年。
- 「酒精中毒の小實驗」『松本亦太郎博士在職二十五年記念 心理學及藝術の硏究 下卷』1519-1547頁、桑田芳蔵・ほか[編]、改造社、1931年。
- 「犯罪と精神病」『新潟醫科大學 通俗學術講演集 第二輯』40-46頁、新潟医科大学[編]、新潟医科大学、1931年。
- 「麻痺性癡呆（又ハ進行性麻痺 Dementia paralytica od. Progressive Paralyse）ノMalaria療法ニ就テ」『北越醫學會雜誌』第47年第11号、1141-1144頁、北越医学会[編]、北越医学会、1932年。
- 「病的酩酊ノ一例」『北越醫學會雜誌』第51年第2号、172-178頁、北越医学会[編]、北越医学会、1936年。
- 「Huntington舞踏病及ビ其精神病」『北越醫學會雜誌』第53年第3号、294-299頁、北越医学会[編]、北越医学会、1938年。
- 「精神醫學から觀たる自殺の新聞記事」『新潟醫科大學精神病學敎室業績 第二輯 敎室創立二十五年 記念論文集』315-377頁、新潟医科大学精神病学教室[編]、新潟医科大学精神病学教室、1941年。